# Rajyadhikara Party
Rajyadhikara Party és un partit polític de l'Índia, a l'estat d'Andhra Pradesh, creat el 2007, format per 94 castes baixes de l'estat. El fundador fou V. G. R. Naragoni, elegit també com a president del partit. La bandera és blava amb un sol vermell; el sol no és complet (tres quarts, està tallat per la part inferior) i els raigs del sol són línies, una llarga i una curta excepte al final de cada costat que són dues curtes en cada costat.